# ورزشگاه ۱۱ نیسان شانلی‌اورفه
ورزشگاه ۱۱ نیسان شانلی‌اورفه (انگلیسی: Şanlıurfa GAP Stadium) یک ورزشگاه در شهر شانلی‌اورفه کشور ترکیه است. گنجایش آن ۲۸۹۶۵ نفر است. این ورزشگاه میزبان تیم باشگاه فوتبال شانلی‌اورفا اسپور است.